# Estádio Castelão
Estadio Castelão je víceúčelový stadion v brazilském městě Fortaleza. V současnosti je nejvíce využíván pro fotbal. Byl otevřen v roce 1973 a přestavěn mezi lety 2002-2012. Jeho kapacita je 67 037 diváků. Je domovem klubů Ceará Sporting Club a Fortaleza Esporte Clube. Byl vystavěn pro Mistrovství světa ve fotbale 2014 v jehož rámci se zde odehrálo šest zápasů včetně jednoha čtvrtfinále.